# Повсякденний стиль

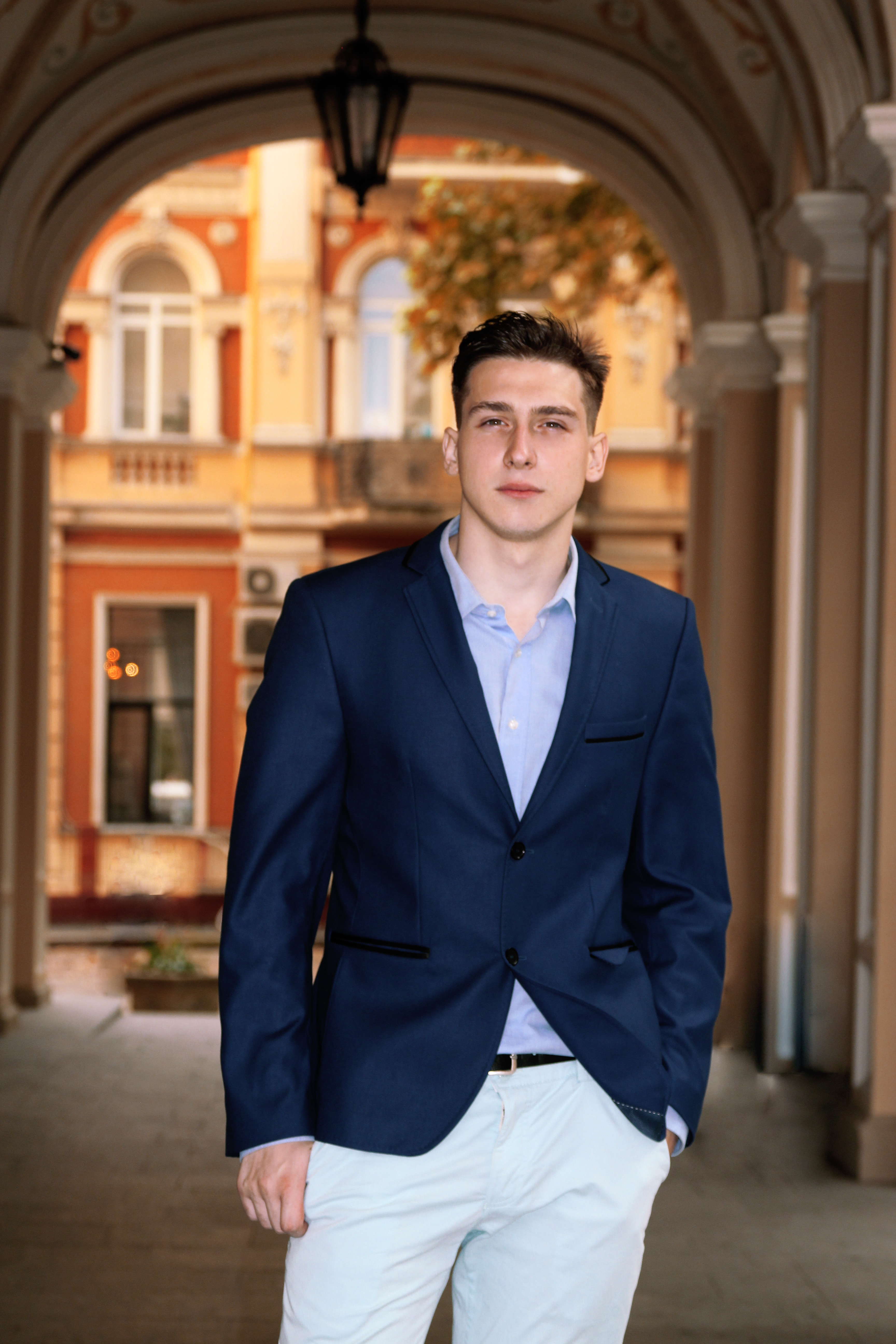
Smart casual style, suit

Кежуел (англ. сasual чи сasual Wear) — повсякденний стиль, частіше це поняття стосується одягу, рідше зачіски чи аксесуарів. В європейській традиції — вид одягу, стиль, котрий насамперед є комфортним.

## Історія
Ще у XVI ст. в народів Швеції, Фінляндії та Норвегії було сформовано скандинавський casual. Цей стиль був зумовлений суворим кліматом: теплі в'язані светри, об'ємний верхній одяг, шарфи і шапки не стискали рухів і були комфортними. В їх стилі простежувалась лаконічність і простота крою, мінімалізм, нейтральна колірна гама.  
Передумови виникнення стилю casual датуються початком XX ст. — тоді в пресі з'явилися перші згадки витонченого, але простого і зручного одягу. Пізніше всі переваги стилю оцінили банківські та офісні працівники, які відклали суворі костюми і вдяглися у повсякденний одяг. Одночасно з адаптацією в Америці, у Великій Британії з'являється молодіжний рух Teddy Boy, представники якого носили сорочки з білими комірцями, драпові піджаки, вузькі брюки-дудочки і об'ємні черевики.
У 1958 році зароджується нова течія — модів, яка у 60-ті роки швидко розповсюджується у молодіжному середовищі. Моди в своїй манері вдягатися зазвичай керувалися принципами мінімалізму, поміркованості і доброго смаку. Представники цієї течії носили приталені костюми в італійському стилі, куртки на блискавці, зшиті зі штучної шкіри, вузьконосі черевики або туфлі, нейлонові сорочки з вузькими комірцями і краватки з тонкої тканини. Моди віддавали перевагу дорогому одягу всесвітньо відомих брендів. Цей напрям був дуже розповсюджений в середовищі музикантів, які грали рок-н-рол, що сприяло появі великої кількості послідовників.
На початку 1970-х років модів витіснили скутербої, які й стали основоположниками стилю casual. Замість костюмів вони носили джинси Levi’s, сорочки-поло, вовняні або кашемірові джемпери. В цей період скінхеди та гіпі були витіснені панк-культурою. Зазвичай панки носили рваний одяг, чорні водолазки, облягаючі джинси, вузькі шкіряні штани, шкіряні куртки (їх прикрашали ланцюгами, шипами, англійськими булавками, заклепками і малюнками або табуйованними посланнями, виконаними фарбою), нашийники, клітчасті сорочки та черевики Dr.Martens.   
У 1980-ті роки в Абердині виникає субкультура футбольних фанатів — Casuals. Замість традиційної символіки команди, вболівальники почали поєднувати якісні дорогі речі відомих брендів. Згодом цей стиль розповсюдився по всій Європі. Представники субкультури носили тенісні сорочки-поло Lacoste, напівспортивні джемпери Burberry, кросівки Adidas або кеди Diadora, блакитні джинси Levi’s і куртки-парки Fila або Hackett London.    
В першій половині 90-х років стиль casual перестав бути суто спортивним: в нього органічно вписалися дизайнерські речі знаменитих брендів YSL, Polo Ralph Lauren, Prada. Також він перестав бути характерною особливістю обмеженого скупчення людей, перетворившись на основу для т.зв. «вуличного» стилю. Одним із перших, хто звернув увагу на вільний стиль, був італійський кутюр'є Ніно Черруті. 1995 року він став автором нового напрямку в моді під назвою Casual Chic («Недбала елегантність»). 
В своїх колекціях Черруті поєднував простий крій і повсякденні моделі одягу з дорогими розкішними тканинами. Слідом за Черруті великий вплив на стиль casual здійснив Джорджо Армані, який запропонував носити піджак з джинсами. Він запровадив моду на сорочки без комірців або зі стійками, змінив діловий костюм, додавши до нього елементи спортивного одягу, популяризував м'який крій в моделях. Для стилю Армані властиві простота, функціональність та універсальність. На зламі тисячоліть свої колекції у вільному стилі демонстрували майже всі провідні модельєри світу.

## Сьогодення
Основними рисами стилю casual є практичність, зручність, простота силуетів, невимушеність поєднань, а також багатошаровість. В цьому стилі вдягаються гіпстери, моделі поза роботою, більшість знаменитостей та деякі люди похилого віку. Стиль casual підходить для ділових зустрічей, роботи в офісі, походів до театру, на побачення або до нічного клубу. Основу гардеробу складають джинси і пуловери, футболки і реглани, сорочки і брюки та хитромудрі сукні і спідниці.  

## Різновиди

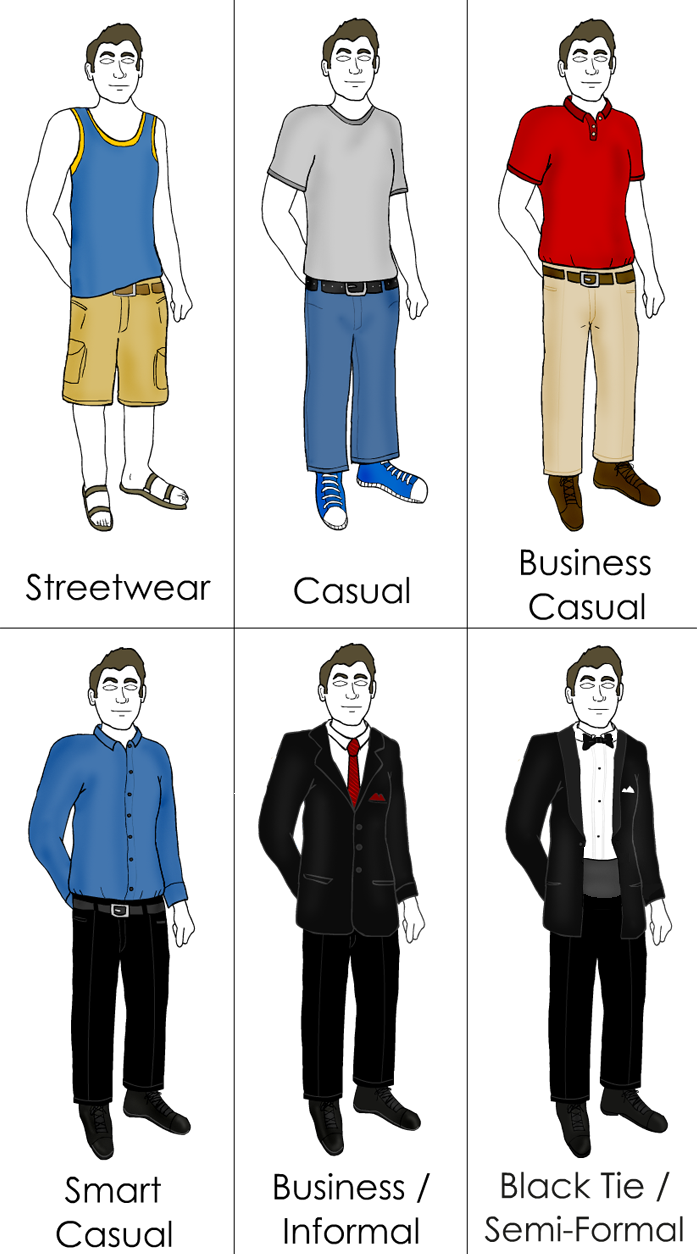

В історії моди виділяють п'ять основних напрямків стилю:
- Бізнес-кежуал — офіційний діловий стиль, який поєднує комфорт і мінімалізм. Основу чоловічого костюму складають брюки, класична сорочка або сорочка-поло і класичні туфлі або лофери. Залежно від сезону образ доповнюється спортивним піджаком, під який надягають трикотажний светр або джемпер. Носіння краватки необов'язкове. Жіночий костюм складається з блузи з відкритим коміром та спідниці довжиною до коліна або закритої сукні-футляра з жакетом і туфель з відкритим носком або п'ятою.
- Смарт-кежуал — неформальний дрес-код, в якому певним чином комбінуються класичні та сучасні елементи гардеробу. Замість ділового костюму можна носити джинси або звичайні брюки з джемперами, пуловерами, светрами або футболками. Допускається використання активного принту, яскравих кольорів та аксесуарів. Всі ці комбінації можна носити під броги, кеди, лофери або дезерти.
- Ол-аут-кежуал — невимушений стиль, в якому поєднуються спортивні, неформальні і базові предмети одягу. У створенні комплектів використовуються футболки, майки, светри, толстовки та інший трикотаж. Допускаються джинси з потертостями та прорізами, м'які брюки-чіноси, піджаки і куртки вільного крою. Образ доповнюється м'якими лоферами, топсайдерами, бабушами, балетками або кедами, які створюють ефект недбалості, вінтажності і простоти.
- Стріт-кежуал — міський стиль, в якому повністю відсутній суворий дрес-код. Базові елементи стилю: джинси, пуловери, світшоти, толстовки, шорти, стьобані куртки. Допускаються різноманітні поєднання кольорів одягу та аксесуарів. Образ доповнюється комфортним взуттям, яке не належить до суворої класики або спортивної тематики.
- Спорт-кежуал — повсякденний стиль, в якому гармонійно переплітаються мода і спорт. Основу гардеробу складають футболки-поло, шорти, олімпійки, бомбери, худі з капюшоном, дуті жилети та бейсболки. Допускається будь-яка різноманітність фасонів і кольорів. Образ доповнюється кросівками або кедами на м'якій підошві.

## Торгові марки одягу
| - Sergio Tacchini - Lonsdale - Kappa - Hugo Boss - Lacoste - Stone Island - Fred Perry - Levi's - The North Face | - Burberry - Napapijri - Adidas Originals - C.P. Company - New Balance - Ellesse - Saucony - Ralph Lauren - Weekend Offender |